# Charte d'entreprise
Une charte d'entreprise est une charte rédigée sous la forme d'un document qui précise la politique de l'entreprise (mission, objectifs, valeurs collectives), sa vision, sa stratégie, certains documents internes (documents d'entreprise, etc.) et ses indicateurs.
Les entreprises définissent généralement une charte dans le cadre de leur stratégie de développement durable, dite « charte RSE » (Responsabilité sociétale des entreprises).

## Valeur juridique d'une charte d'entreprise
En France, pour qu'une charte soit opposable à un salarié, deux conditions doivent être remplies :
- la charte doit être annexée au règlement intérieur, déposée au secrétaire greffe du conseil de prud'hommes et à l'inspection du travail après consultation des représentants du personnel, portée par tout moyen à la connaissance du personnel ;
- les règles édictées par la charte doivent également être mentionnées dans le contrat de travail du salarié concerné.